# Acraea alciopoides
Acraea alciopoides är en fjärilsart som beskrevs av James John Joicey och Talbot 1921. Acraea alciopoides ingår i släktet Acraea och familjen praktfjärilar. Inga underarter finns listade i Catalogue of Life.